# Araujia megapotamica
Araujia megapotamica là một loài thực vật có hoa trong họ La bố ma. Loài này được (Spreng.) G.Don mô tả khoa học đầu tiên năm 1837.

## Hình ảnh

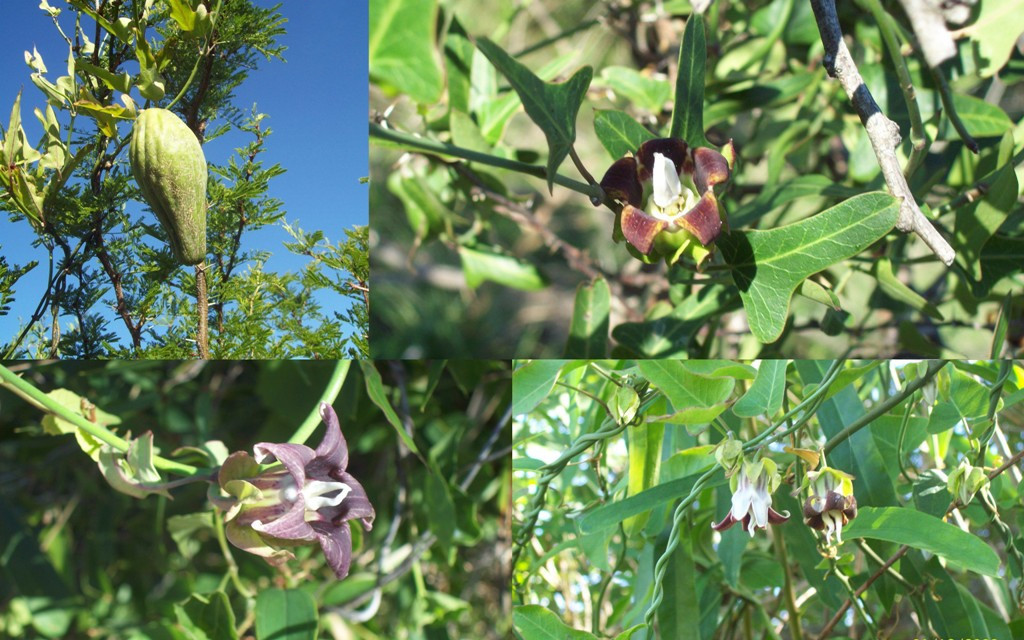